# 紳寶9-7X
紳寶9-7X是Saab汽車廠以通用汽車公司 (GM)的GMT360平台為基礎開發出來的的中型運動型多用途車 (SUV)。同樣以GMT360平台開發的有：GMC Envoy , Buick Rainier , Oldsmobile Bravada , Isuzu Ascender ,以及Chevrolet TrailBlazer(所以Saab 9-7X也因此獲得拓荒者"Trollblazer"的暱稱)
Saab 9-7X是第一個在美國生產的Saab。它與其他共用GMT360平台的車款在美國俄亥俄州 莫雷鈉生產。Saab 9-7X承接著上一代GM的Oldsmobile Bravada旗艦型中型SUV的地位。是GM集團中售價最高的中型SUV，也是Saab生產過最貴的車款。
它是GMT360平台裡唯一一款不是後輪驅動的車型，而是跟Saab 9-2X一樣採用全時四輪驅動。Saab 9-7X也是第一款採用V8引擎的Saab車款。這樣也反應此車的底盤與別種共用平台車款有著很大的不同：降低了1英吋的車身、訂製的避震器、列為標配的後空氣懸吊。而內裝部分則是參考了Saab 9-5，如night panel、鑰匙孔設置在排檔桿，以及彈出式置杯架。
2009年，整個GMT360平台與Saab 9-7X並沒有升級的計畫，雖然之前GM公司有打算將Saab車系SUV的位子以Subaru B9 Tribeca為基礎打造Saab 9-6X來代替，但在通用公司賣出Subaru股票後，Saab 9-6X的計畫便付諸流水。但是Saab的SUV並沒有被取消掉，反而是以通用Theta平台推出Saab 9-4X，而且預定於2010年發售。
全部的Saab 9-7X都搭配有全時四輪傳動與後輪限滑差速器、真皮座椅、18吋鋁合金鋁圈、側簾安全氣囊，多媒體設備有：衛星導航、XM衛星收音機、6碟6喇叭275W音響系統。

## 車型
- Linear (之後更名為 4.2i)：285匹馬力(213kW) Atlas LL8 直列六汽缸引擎、12幅鋁圈
- Arc (之後更名為 5.3i)：300匹馬力(224kW)  Vortec LH6 V8引擎，附高壓清洗的可調式氙氣HID大燈，2006年V8引擎導入主動燃料管理系統。
- Aero 於2008年新加入，使用高性能390匹馬力 (291kW)的6.0升GM Small-Block LS2引擎，這款引擎也用在Chevrolet Trailblazer SS，搭配20吋鋁圈，Saab聲稱Saab 9-7X Aero在0-100km加速可以少於6秒。

## 市場

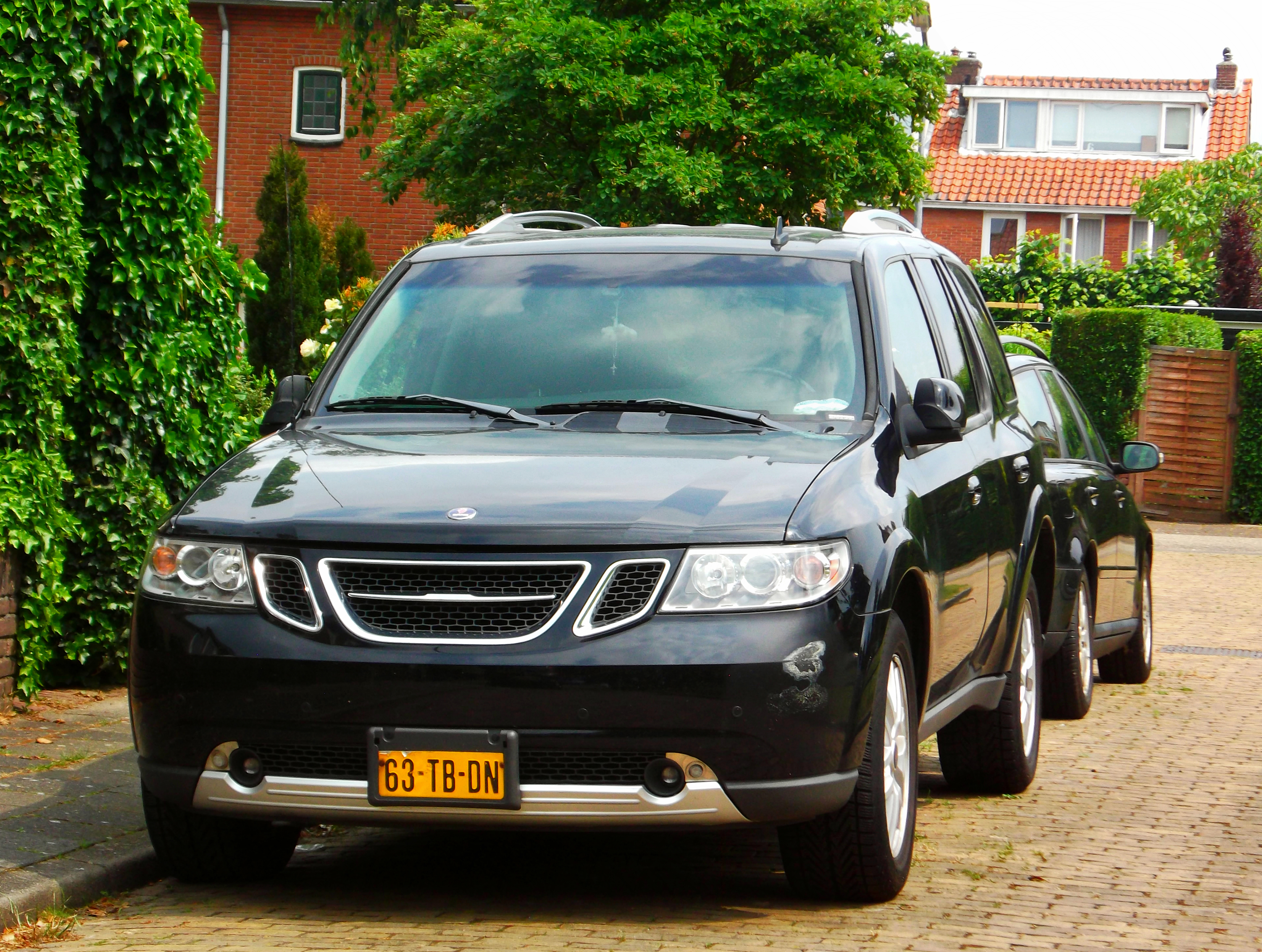
銷往荷蘭的紳寶9-7X

紳寶9-7X雖然是北美限定，但是該車型還是以平行進口方式銷往其他同為左駕的國家，包括瑞典、保加利亞、智利、愛沙尼亞、希臘、匈牙利、意大利、約旦、科威特、拉脫維亞、黎巴嫩、荷蘭、阿曼、卡塔爾、沙特阿拉伯、敘利亞和阿拉伯聯合酋長國。